# Džepčište
Džepčište (makedonska: Џепчиште) är en ort i Nordmakedonien. Den ligger i kommunen Tetovo, i den nordvästra delen av landet, 40 kilometer väster om huvudstaden Skopje. Džepčište ligger 483 meter över havet och antalet invånare är 8 166.